# Брок (острів)
Брок (англ. Brock Island) — острів Канадського Арктичного архіпелагу. Також входить до групи Острови Королеви Єлизавети та до групи островів Архіпелаг Паррі. Станом на 2012 рік — безлюдний.

## Географія

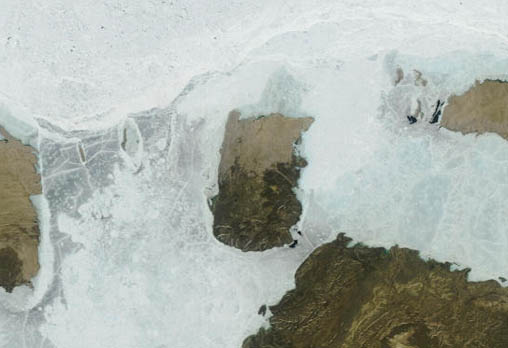
Острів Брок. Аерокосмічний знімок НАСА

Площа острова становить 764 км². Довжина берегової лінії 174 км. Острів має прямокутну форму; довжина становить 37 км, ширина — 22 км. Дуже плоский, з невиразним ландшафтом, висотою 20-40 метрів, у південній частині трохи вищий, найбільша висота — 67 м.
Розташований у північно-західній частині Канадського Арктичного архіпелагу. Лежить за 6 км на захід від острова Маккензі-Кінг і за 34 км на південний захід від острова Борден. Острів Прінс-Патрік розташований за 47 км на південний захід.

## Історія
Острів відкрив 1915 року Вільялмур Стефанссон під час Канадської арктичної експедиції.